# Hannelore Goeman
Pour les articles homonymes, voir Goeman.
Hannelore Goeman, née le 23 novembre 1984 à Louvain est une femme politique belge flamande, membre de Vooruit

## Biographie
Elle a une maîtrise en Histoire moderne (KUL) et un MPhil in Contemporary European Studies (Université de Cambridge); docteur en sciences politiques (VUB).
En 2012 elle fut conseilllière en affaires néerlandophones au cabinet de l'échevine bruxelloise Ans Persoons. En 2014 elle devient secrétaire de la fraction sp.a du parlement bruxellois et secrétaire de parti sp.a à Bruxelles.
En 2019, elle est première suppléante du Sp.a pour les élections européennes.

## Décoration
- Chevalier de l'ordre de Léopold (2024)[1].

## Fonctions politiques
- députée au Parlement de la Région de Bruxelles-Capitale depuis 27 mai 2016, en remplacement de Elke Roex.